# Hantumermolen
De Hantumermolen (Fries: Hantumermûne) is een poldermolen bij het Friese dorp Hantum, dat deel uitmaakt van de Nederlandse gemeente Noardeast-Fryslân.

## Beschrijving
De Hantumermolen, een maalvaardige grondzeiler die even ten zuiden van het dorp aan de Hantumervaart staat, werd in 1880 gebouwd voor de bemaling van de Hantumerleeg, een polder van 100 ha. De molen kreeg rond 1932 zelfzwichting op beide roeden. Eén daarvan brak in de jaren vijftig, waardoor het bestaan van de molen onzeker werd, mede ook door de bouw van een elektrisch gemaal. De Hantumermolen werd gerestaureerd in 1978 en opnieuw in 1999. Ondanks de aanwezigheid van het gemaal is de molen nog altijd de hoofdbemaling van de Hantumerleeg. Hij maalt tussen de 220 en 320 uren per jaar, vooral in de winter, wanneer er doorgaans meer neerslag valt. De Hantumermolen, die eigendom is van de Stichting Monumentenbehoud Dongeradeel, kan op afspraak en wanneer hij in bedrijf is worden bezichtigd.

## In cultuur
De Hantumermolen is te zien in de korte documentaire Foar it wurk (Fries met ondertiteling).